# アルテ・ピナコテーク
アルテ・ピナコテーク（独: Alte Pinakothek、旧絵画館）はドイツの国立美術館である。バイエルン州ミュンヘンにある、世界でも最古の部類に属する公共美術館である。もとはバイエルン王家ヴィッテルスバッハ家の収蔵品を市民を対象に展示する目的で作られた。以後、バイエルン王国のドイツ帝国への編入を経て、国有化され、現在にいたる。「ピナコテーク」という単語はギリシア語に由来しており、「絵画の収蔵所」という意味を持つ。

## 概要
12世紀からバイエルンを統治してきたヴィッテルスバッハ家の美術コレクションの形成は、16世紀前半にさかのぼる。1527年～1528年頃、当時のバイエルン大公ヴィルヘルム4世は、アルトドルファーらの著名な画家にミュンヘンのレジデンツ（王宮）のために歴史画の制作を注文した。この時制作されたアルトドルファーの『アレクサンドロス大王の戦い』はアルテ・ピナコテークの代表的収蔵品の1つとなっている。以後、歴代の君主の収集を加え、ヴィッテルスバッハ家のコレクションはヨーロッパでも有数のものとなった。19世紀に至り、ルートヴィヒ1世（在位1825年-1848年）は、イタリア絵画などの優品を数多く入手して、コレクションの幅を広げ、これらを収蔵展示する新たな建物の設置を計画した。彼は建築家レオ・フォン・クレンツェ（1784-1864）に設計を命じ、1826年に起工、1836年に絵画館が開館した。館名に「アルテ」（「古」）を付すのはノイエ・ピナコテーク（新絵画館）の開館後である関係である。建物は第二次大戦で被害を受けたが、戦後に復興し、1957年に再開している。

## 収蔵品
Category:アルテ・ピナコテークの所蔵作品も参照
当館はノイエ・ピナコテークおよびピナコテーク・デア・モデルネに隣接し、二館とともにドイツ国立バイエルンコレクションを陳列する。当館は中世からバロック期にかけての作品を陳列の中心にし、ホルバイン、クラーナハ、デューラーなどのドイツ絵画のほか、ルーベンス、ブリューゲルらを始めとするフランドルやネーデルラントの絵画、さらにはフランス、スペイン、イタリア絵画にも多くの優品があることで知られる。
- ドイツの絵画 14世紀–17世紀:

シュテファン・ロッホナー『キリスト降誕』、アルブレヒト・デューラー『自画像』『四人の使徒』『パウムガルトナー祭壇画』、ハンス・バルドゥング『クリストフ1世 (バーデン辺境伯)』、アルブレヒト・アルトドルファー『アレクサンダー大王の戦い』『聖母マリアの誕生』、ルーカス・クラナッハ『キリスト哀悼』、ハンス・ホルバイン『聖セバスティアヌスの祭壇画』、マティアス・グリューネヴァルト 『聖エラスムスと聖マウリティウス』、ミヒャエル・パッハー『教父のための祭壇画』、ハンス・フォン・アーヘン『真実の勝利』、アダム・エルスハイマー『エジプトへの逃避』、ヨハン・リス『クレオパトラの死』
- 初期ネーデルランド及びオランダの絵画 15世紀–18世紀:

ロヒール・ファン・デル・ウェイデン『コルンバの三連祭壇画』、ディルク・ボウツ『見よ、神の子羊』, ルーカス・ファン・レイデン『聖母子とマリア・マグダレネと寄進者』、ヒエロニムス・ボス『最後の審判』、レンブラント・ファン・レイン『自画像』『キリスト降架』『聖家族』『イサクの犠牲』、フランス・ハルス『剣を持ってポーズをとるウィレム・ファン・ヘイトゥイセン』、ピーテル・ラストマン『オデュッセウスとナウシカアー』、カレル・ファブリティウス『自画像』、ヘラルト・ファン・ホントホルスト『陽気な仲間』、ヘラルト・テル・ボルフ『犬の蚤を取る少年』、ヤーコプ・ファン・ロイスダール『急流とカシの木』
- フランドルの絵画 16世紀–1世紀:

ヤン・ホッサールト『ダナエ』、 ピーテル・ブリューゲル (父)『怠け者の天国』、ハンス・メムリンク『キリストの降臨と勝利』、ヤン・ブリューゲル (父)『キリストの説教のある港の風景』、ピーテル・パウル・ルーベンス『ルーベンスとイザベラ・ブラント』『レウキッポスの娘たちの略奪』『結婚衣装をつけたエレーヌ・フールマン』『アマゾンの戦い』『最後の審判』その他多数、アンソニー・ヴァン・ダイク『自画像』『スザンナと長老たち』、ヤーコブ・ヨルダーンス『サテュロスと農民』、アドリアーン・ブラウエル『村の床屋』
- イタリアの絵画 13世紀–1世紀:

ジョット・ディ・ボンドーネ『最後の晩餐』、フラ・アンジェリコ『キリストの埋葬』、ドメニコ・ギルランダイオ『栄光の聖母と聖人たち』、ピエトロ・ペルジーノ『聖母の聖ベルナルドゥスへの顕現』、サンドロ・ボッティチェッリ『キリストの哀悼』、フィリッポ・リッピ『受胎告知』、ロレンツォ・ロット『聖カタリナの神秘の結婚』、ラファエロ・サンティ『カニジャーニの聖家族』、レオナルド・ダ・ヴィンチ『カーネーションを持つ聖母』、アントネロ・ダ・メッシーナ『受胎告知』、ティツィアーノ・ヴェチェッリオ『ヴァニティ』『カール5世の肖像』、ティントレット『マリアとマルタの家のキリスト』、グイド・レーニ『聖母被昇天』、ルカ・ジョルダーノ『哲学者』、ジョヴァンニ・バッティスタ・ティエポロ『東方三博士の礼拝』、フランチェスコ・グアルディ『ジュデッカ運河のレガッタ』、カナレット『ヴェネツィアのピアツェッタ』
- フランスの絵画 16世紀–18世紀:

クロード・ロラン『ハガルの追放』、ニコラ・プッサン『ミダース王とバッカス』、フランソワ・ブーシェ『ポンパドゥール夫人の肖像画』『横たわる少女（マリー＝ルイーズ・オミュルフィ）』、ニコラ・ランクレ『鳥かご』、ジャン・シメオン・シャルダン『カブを掃除する女』、モーリス・カンタン・ド・ラ・トゥール『"Mademoiselle Ferrand Meditating on Newton"』、クロード・ジョセフ・ヴェルネ『東方の港の夜明け』、ジャン・オノレ・フラゴナール『少女と犬』
- スペインの絵画 16世紀–18世紀:

エル・グレコ『衣をはぎ取られるキリスト』、フアン・パントーハ・デ・ラ・クルス『イサベル・クララ・エウヘニア』、ディエゴ・ベラスケス『若いスペインの紳士』、ホセ・デ・リベーラ『聖バルトロメウス』、フランシスコ・デ・スルバラン『アレクサンドリアの聖カタリナの埋葬』、バルトロメ・エステバン・ムリーリョ『ブドウとメロンを食べる子供たち』

## ギャラリー

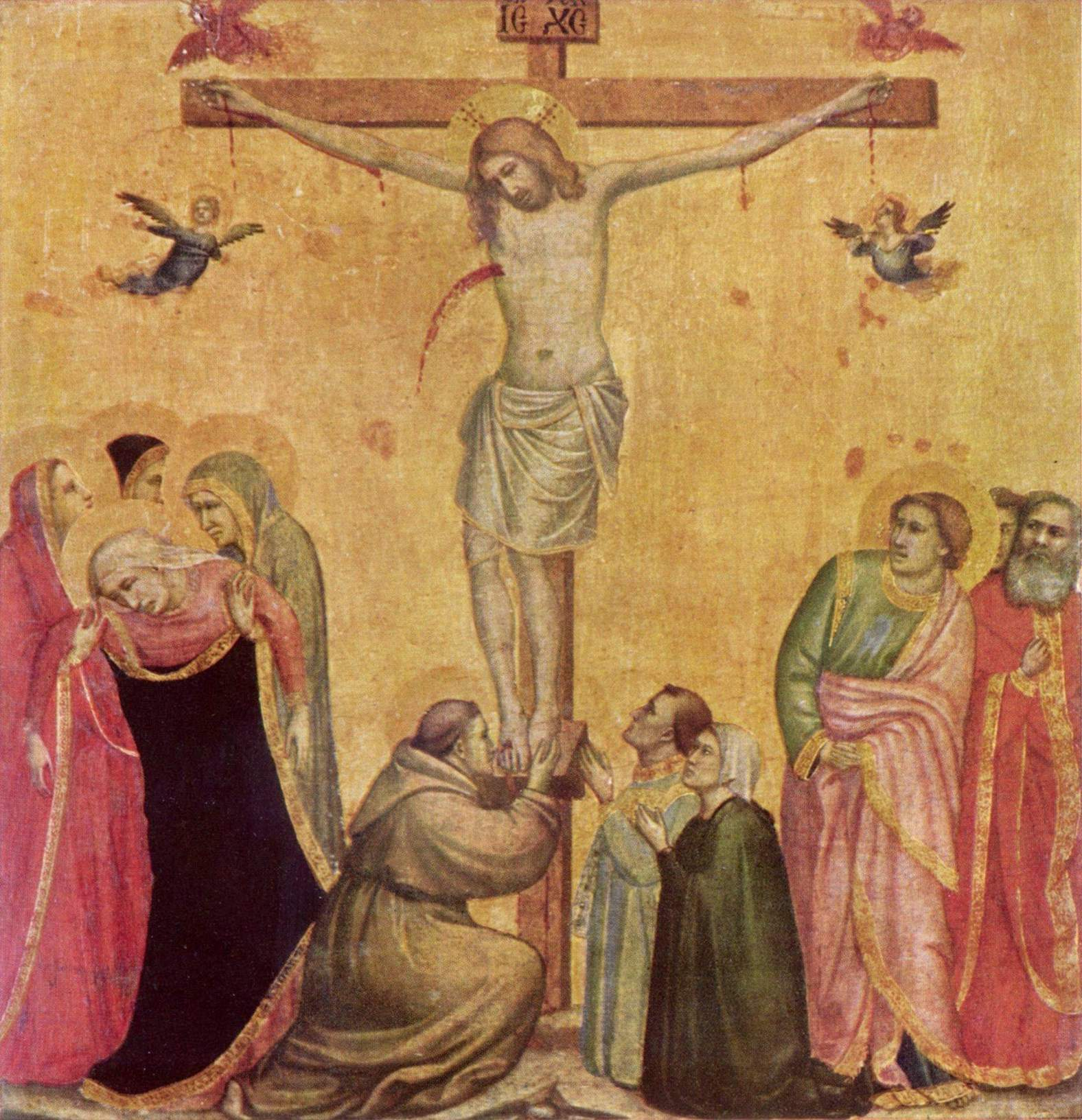
Christ on the Cross Between Mary and John（1300年、ジョット・ディ・ボンドーネ）
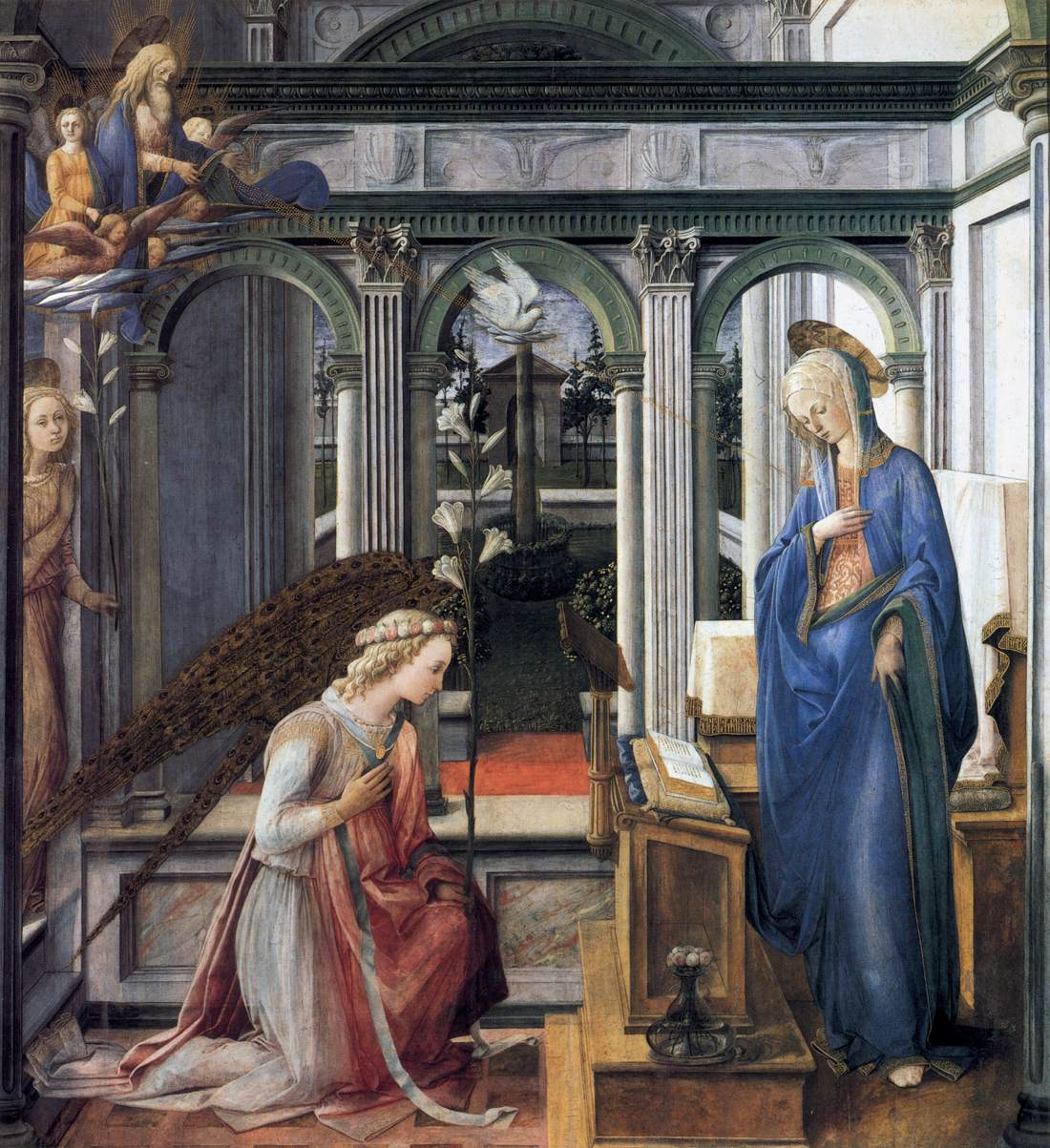
『受胎告知』(1443-1450年、フィリッポ・リッピ)
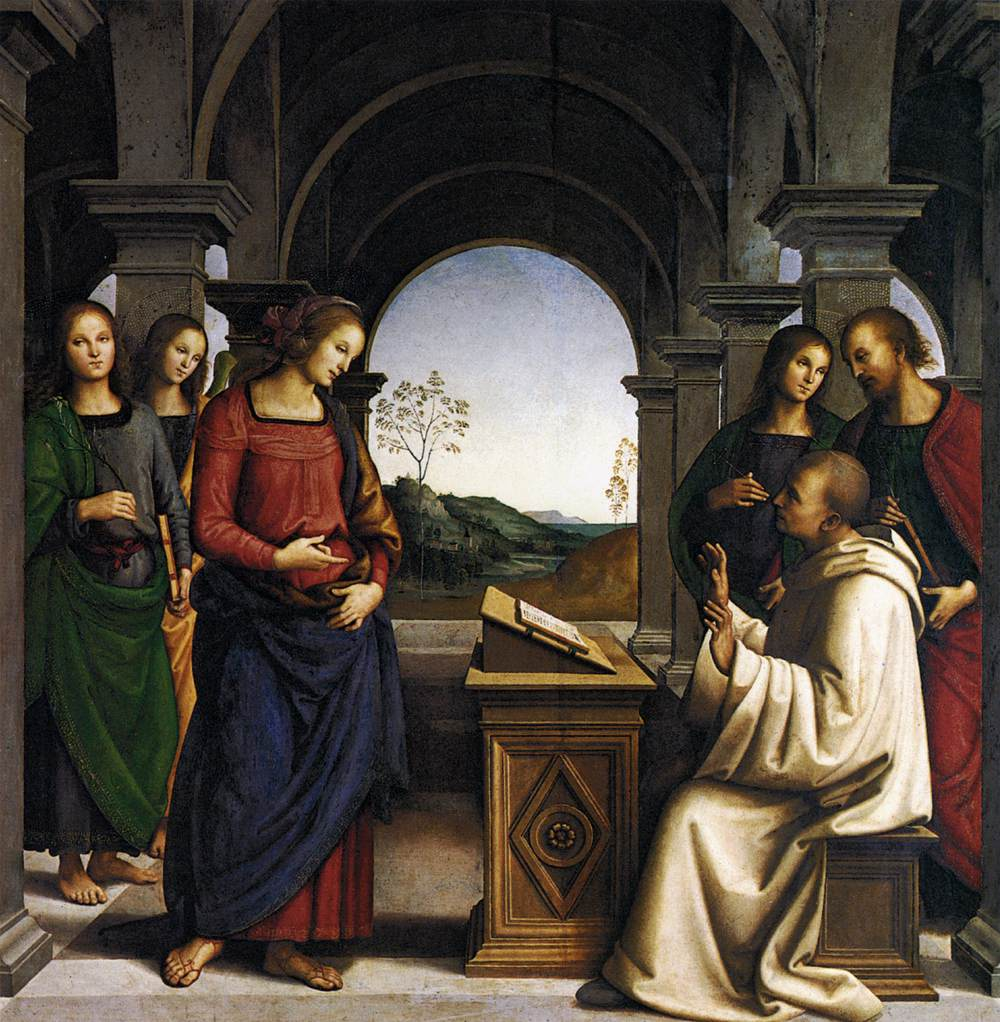
『聖母の聖ベルナルドゥスへの顕現』(1488-1489年、ピエトロ・ペルジーノ)
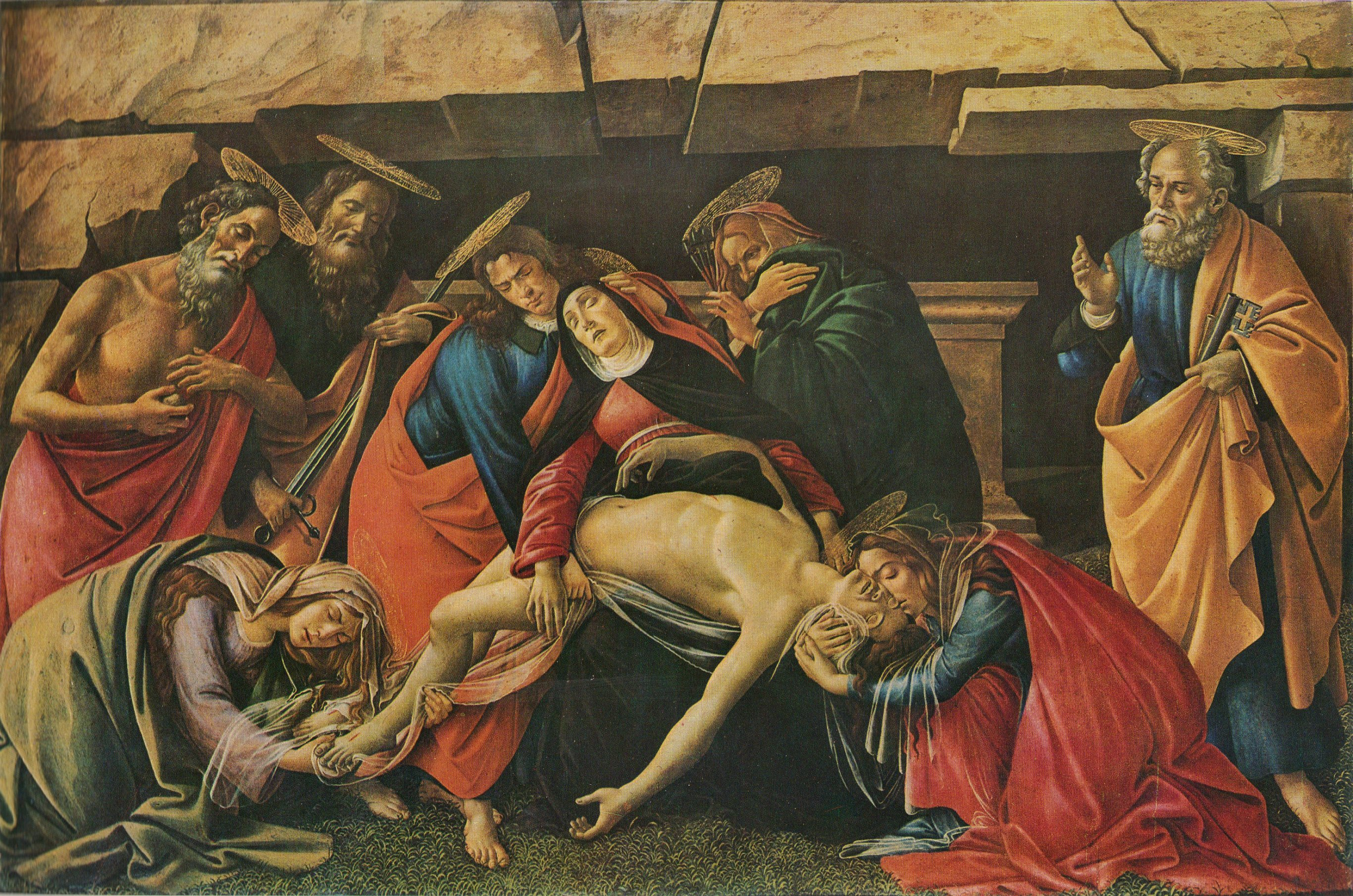
『キリストの哀悼』(1490-1492年、サンドロ・ボッティチェッリ)
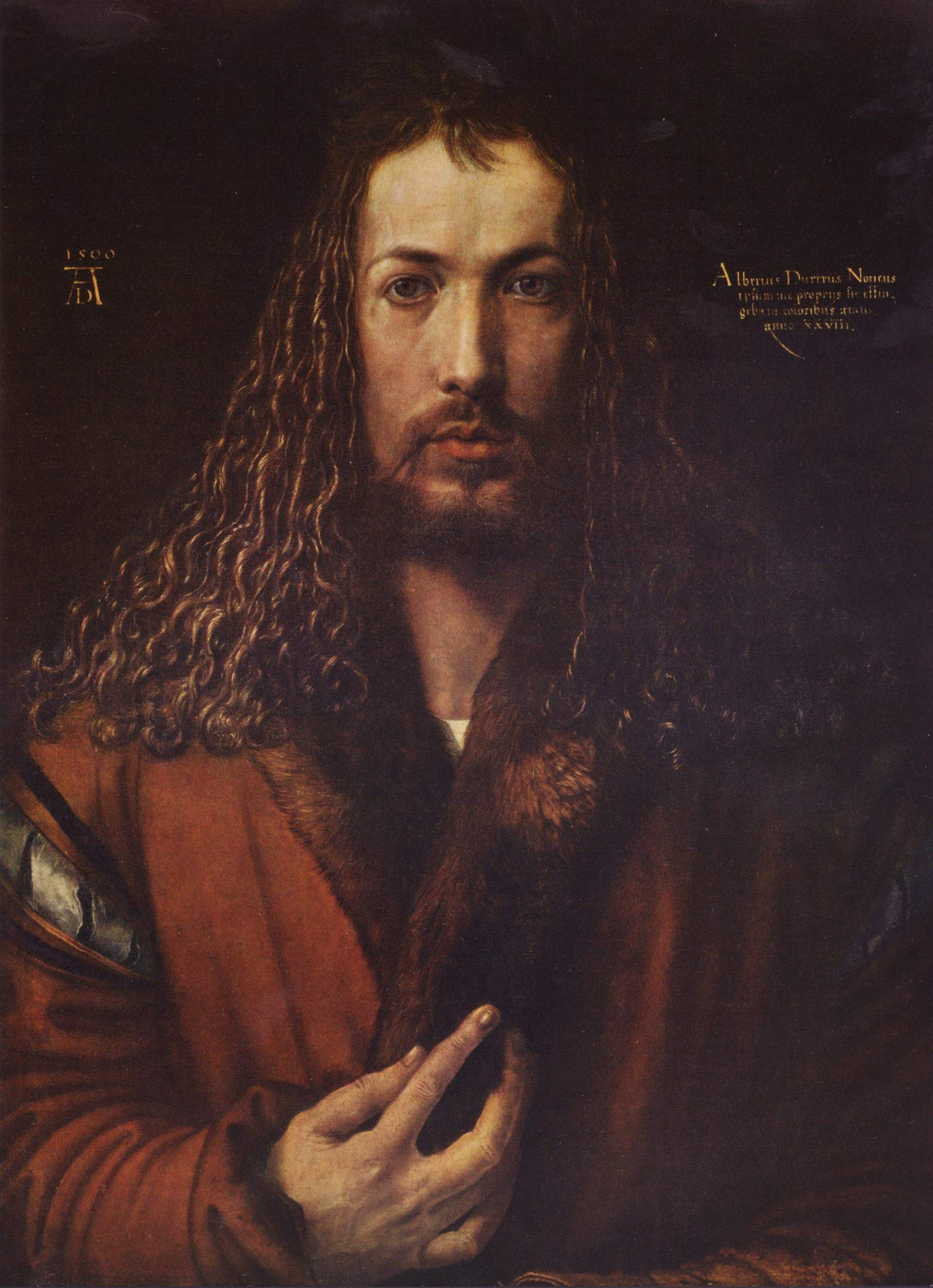
『自画像』（1500年、アルブレヒト・デューラー）
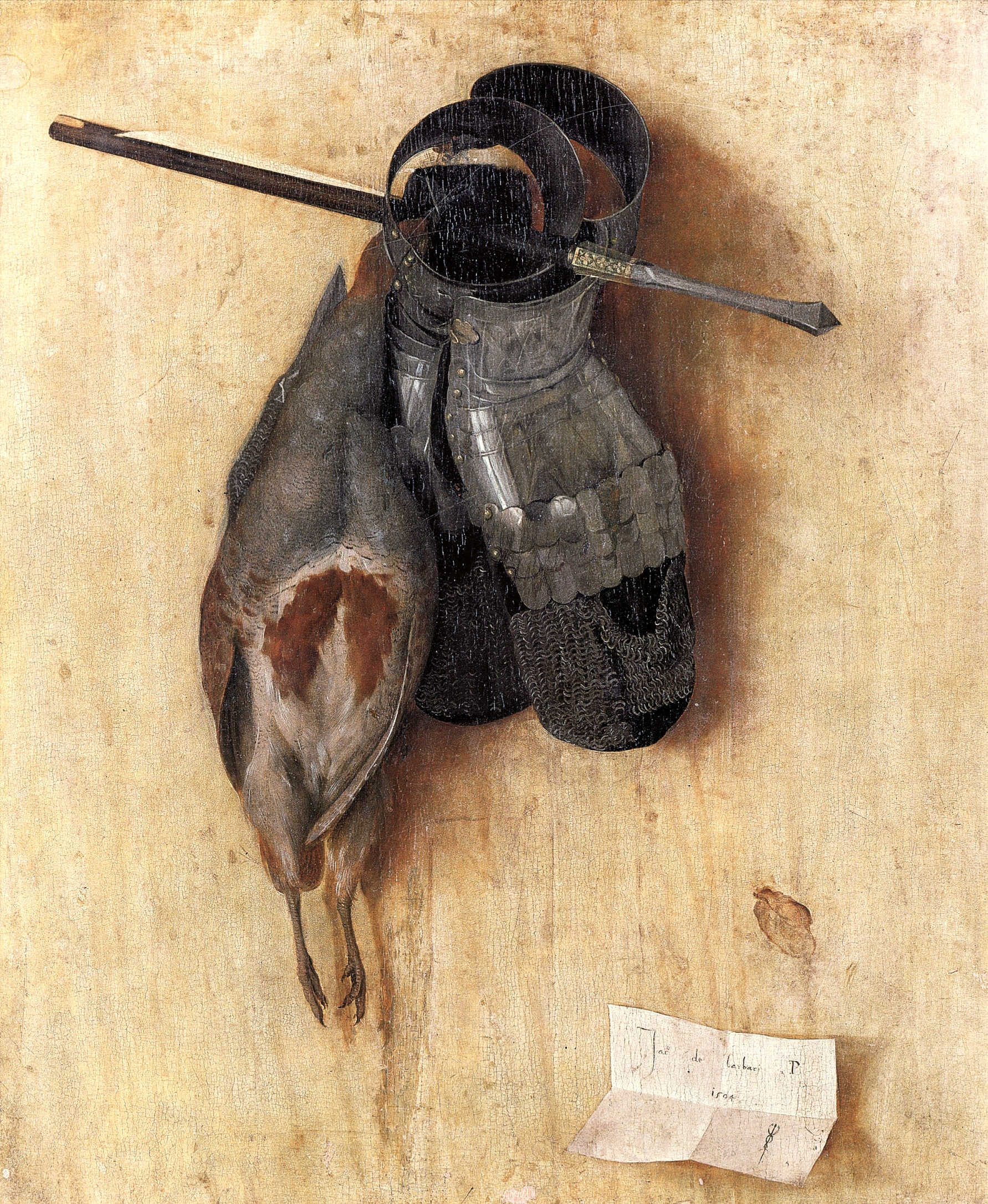
『ヤマウズラと籠手のある静物』（1504年、ヤコポ・デ・バルバリ）
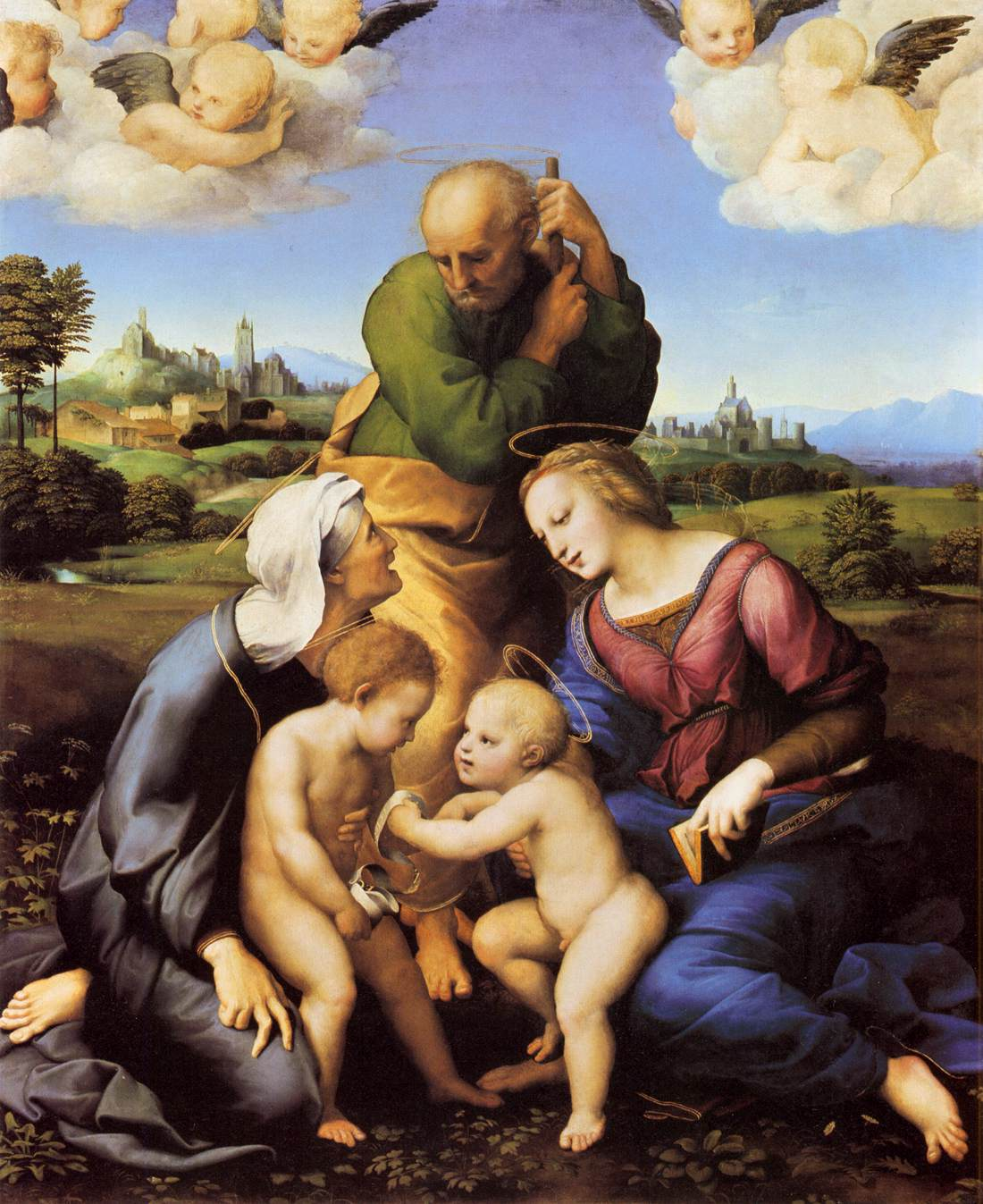
『カニジャーニの聖家族』（1507年、ラファエロ・サンティ ）
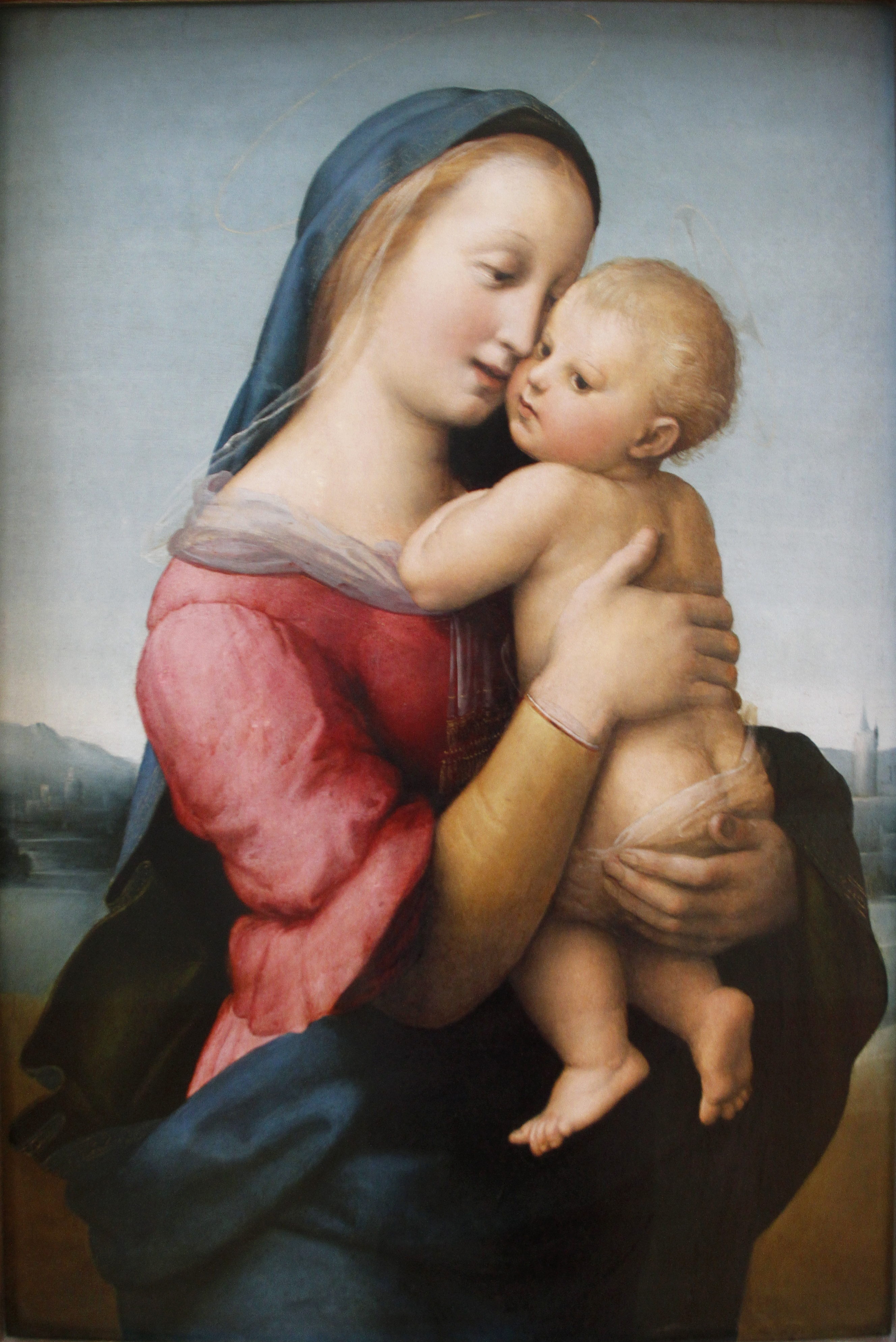
『テンピの聖母』（1508年、ラファエロ・サンティ）
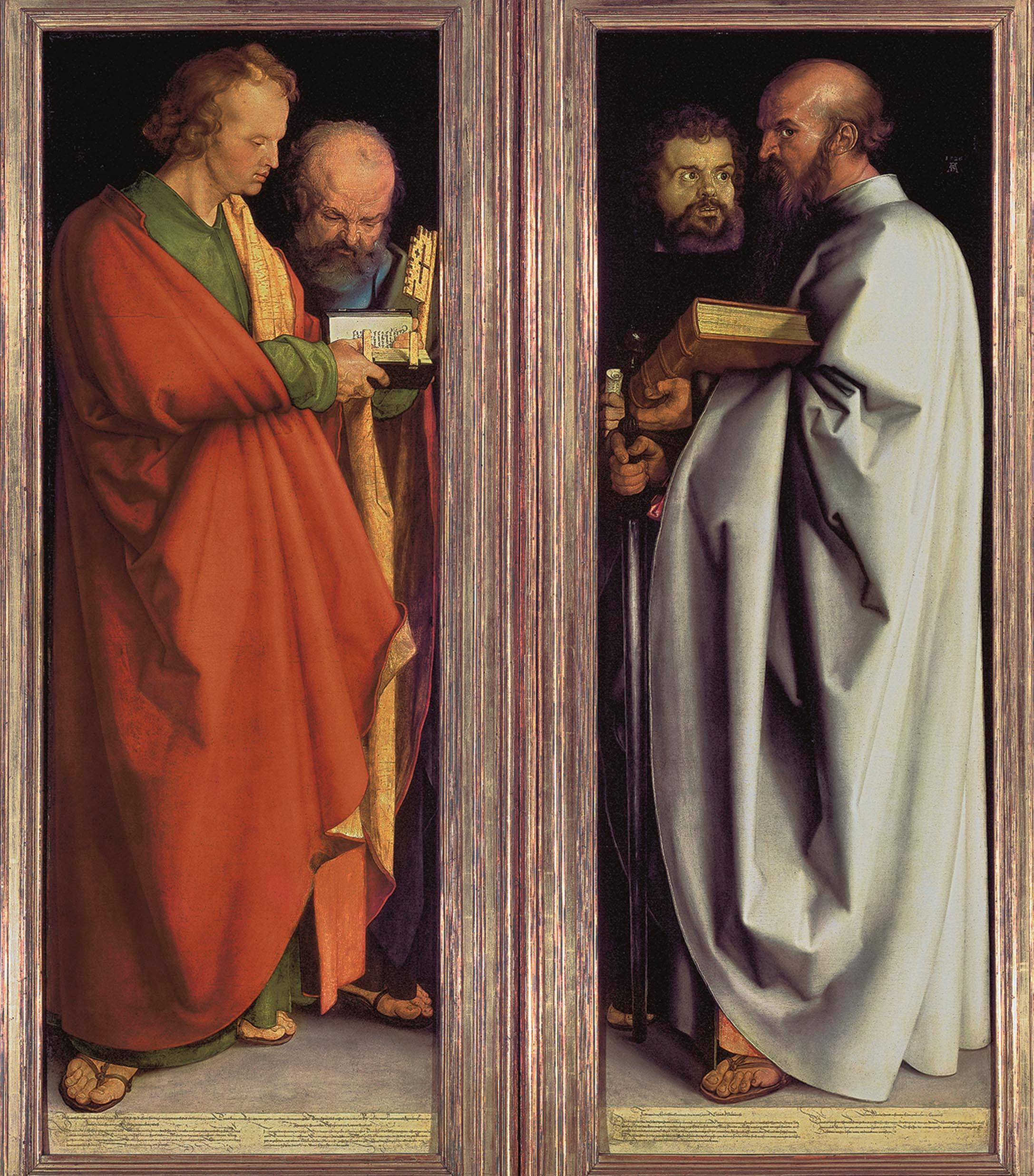
『四人の使徒』（1526年、アルブレヒト・デューラー）
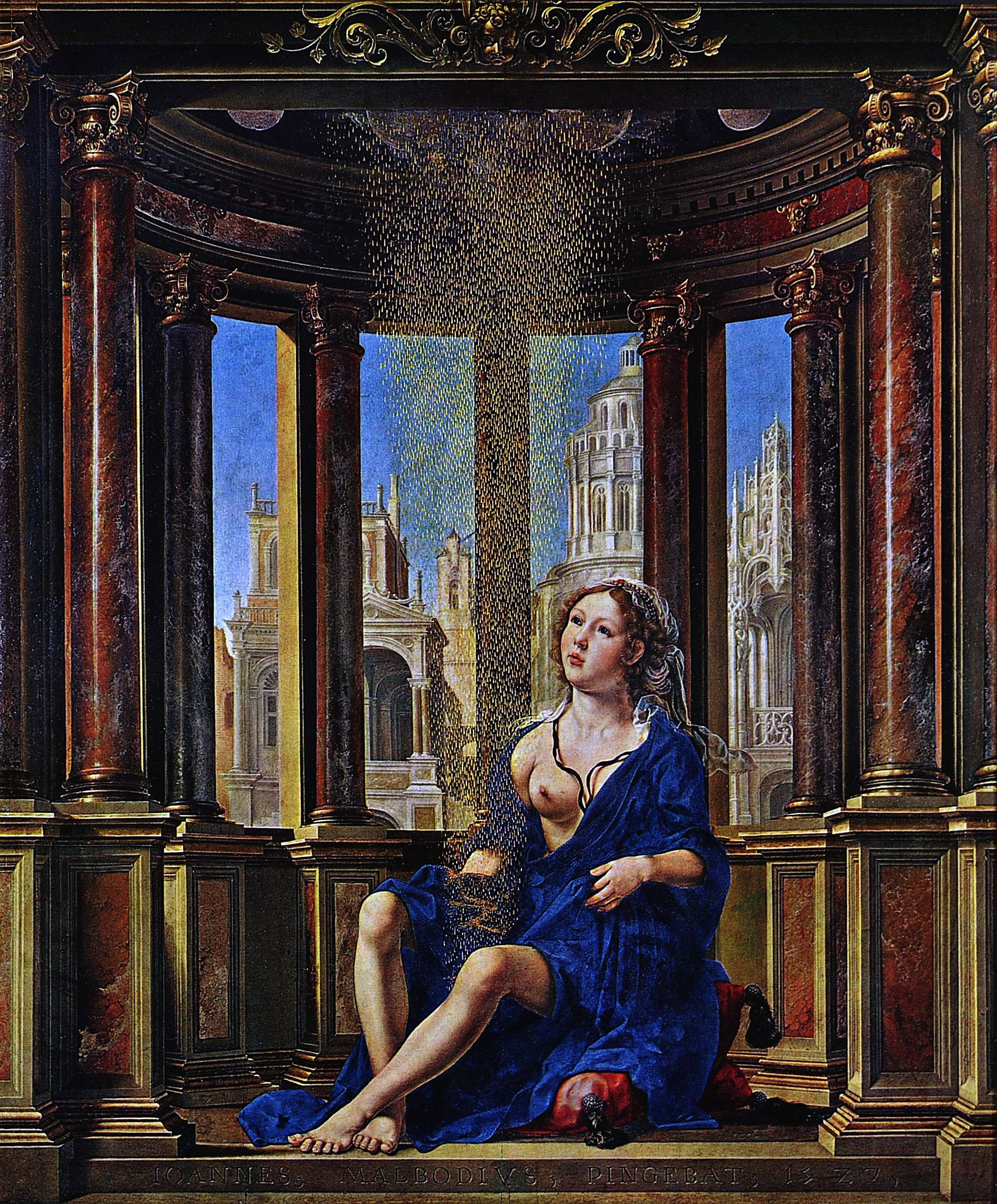
『ダナエ』（1527年、ヤン・ホッサールト）
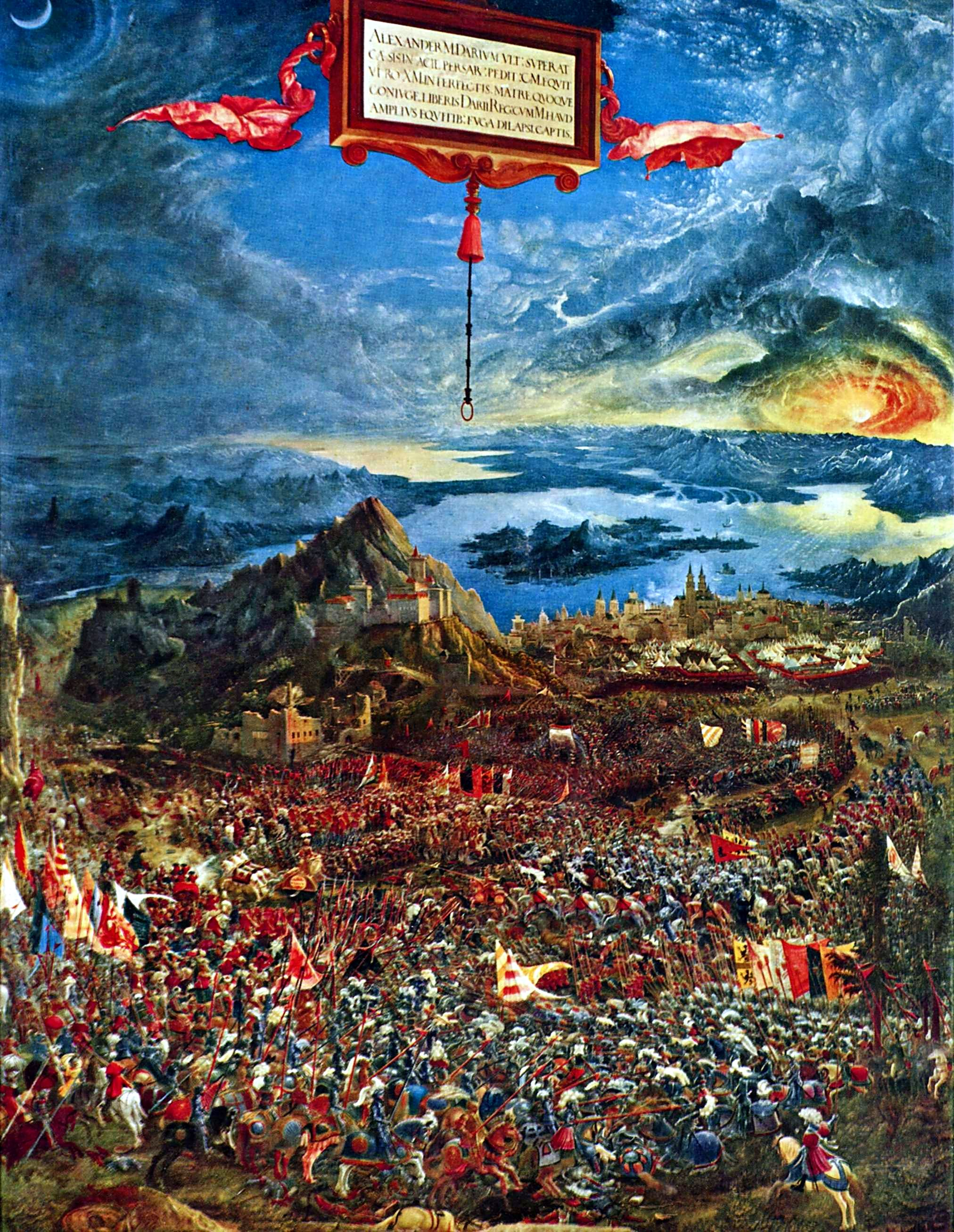
『アレクサンダー大王の戦い』（1529年、アルブレヒト・アルトドルファー）
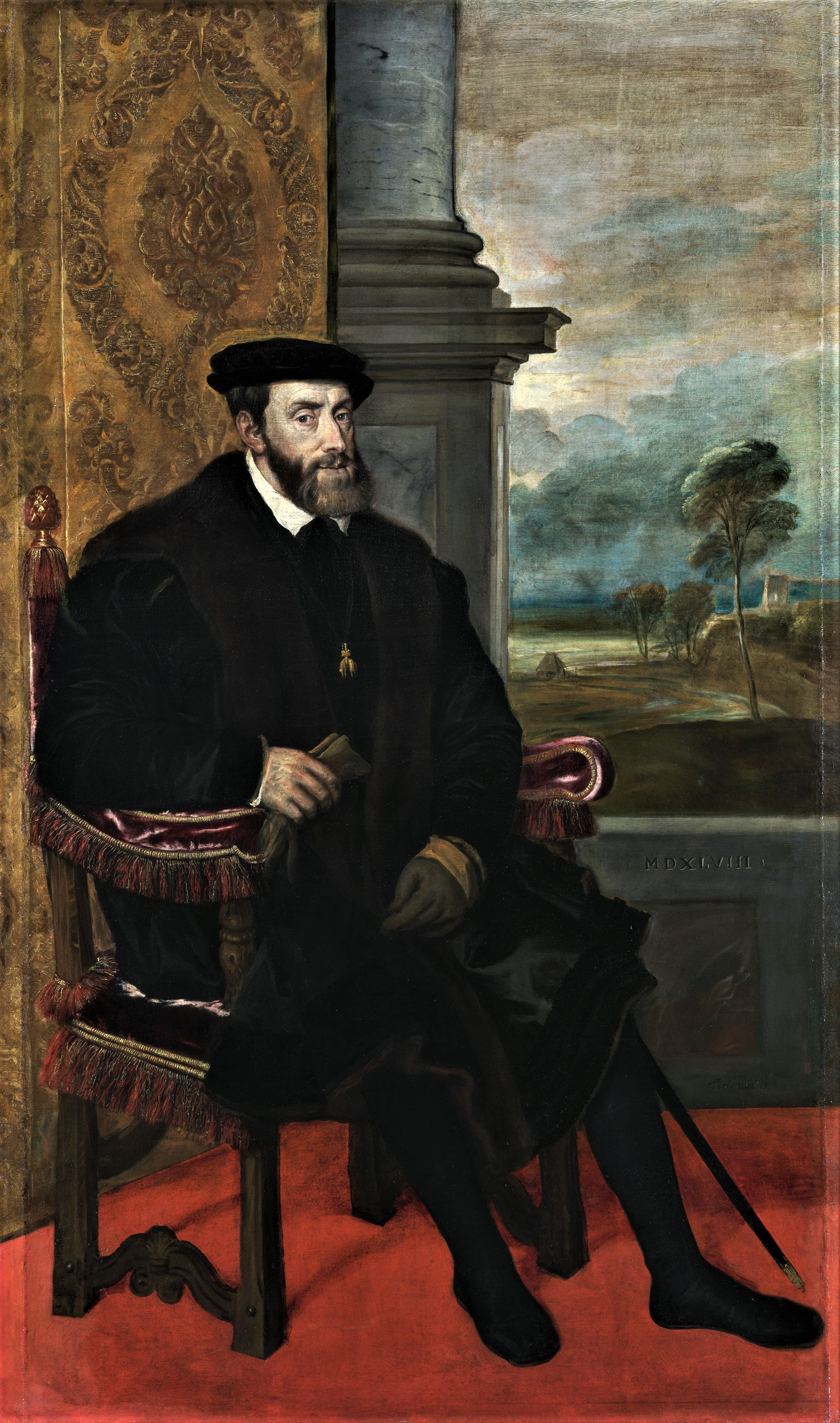
『カール5世の肖像』（1548年頃、ティツィアーノ・ヴェチェッリオ
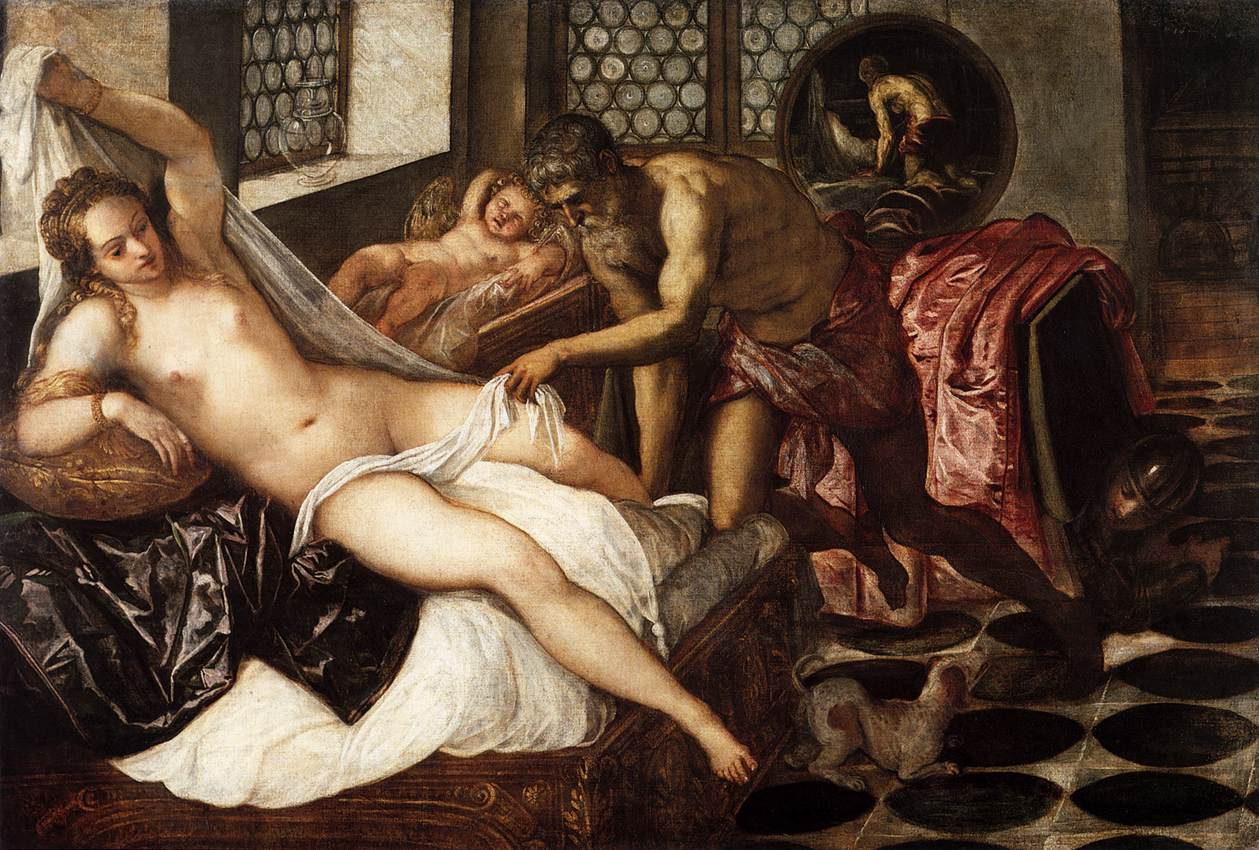
『ウルカヌスに驚かされるヴィーナスとマルス』（1555年頃,ティントレット）
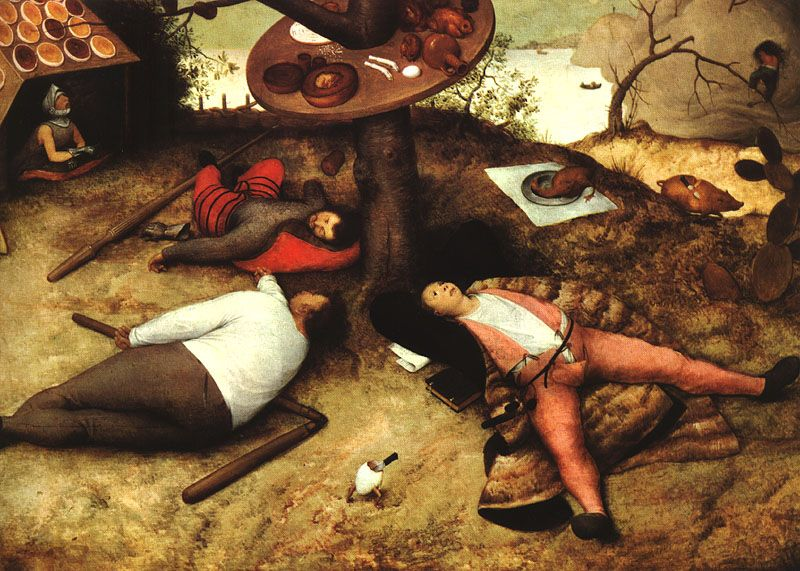
『怠け者の天国』（1566年、ピーテル・ブリューゲル）
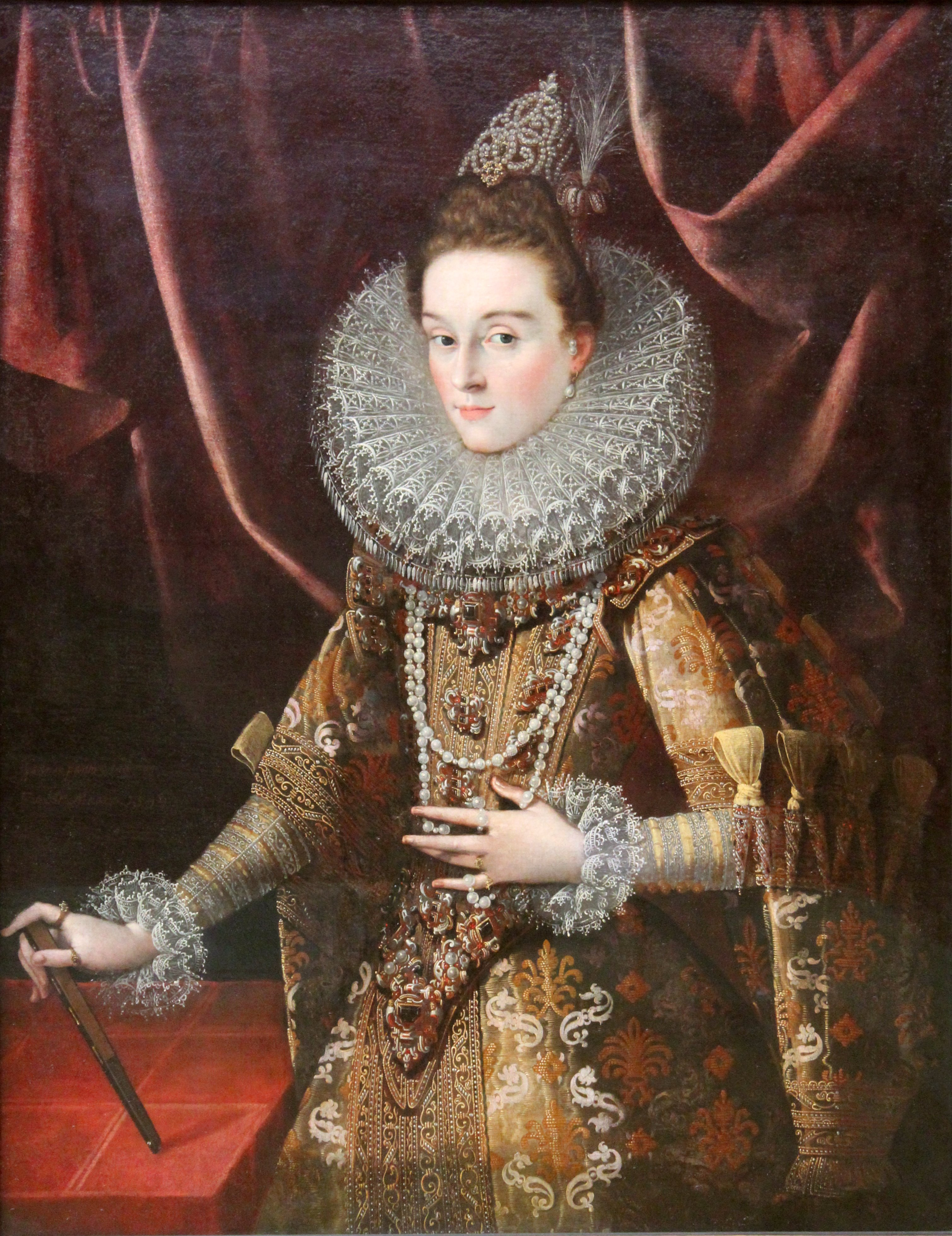
『イサベル・クララ・エウヘニア』（1599年、フアン・パントーハ・デ・ラ・クルス）
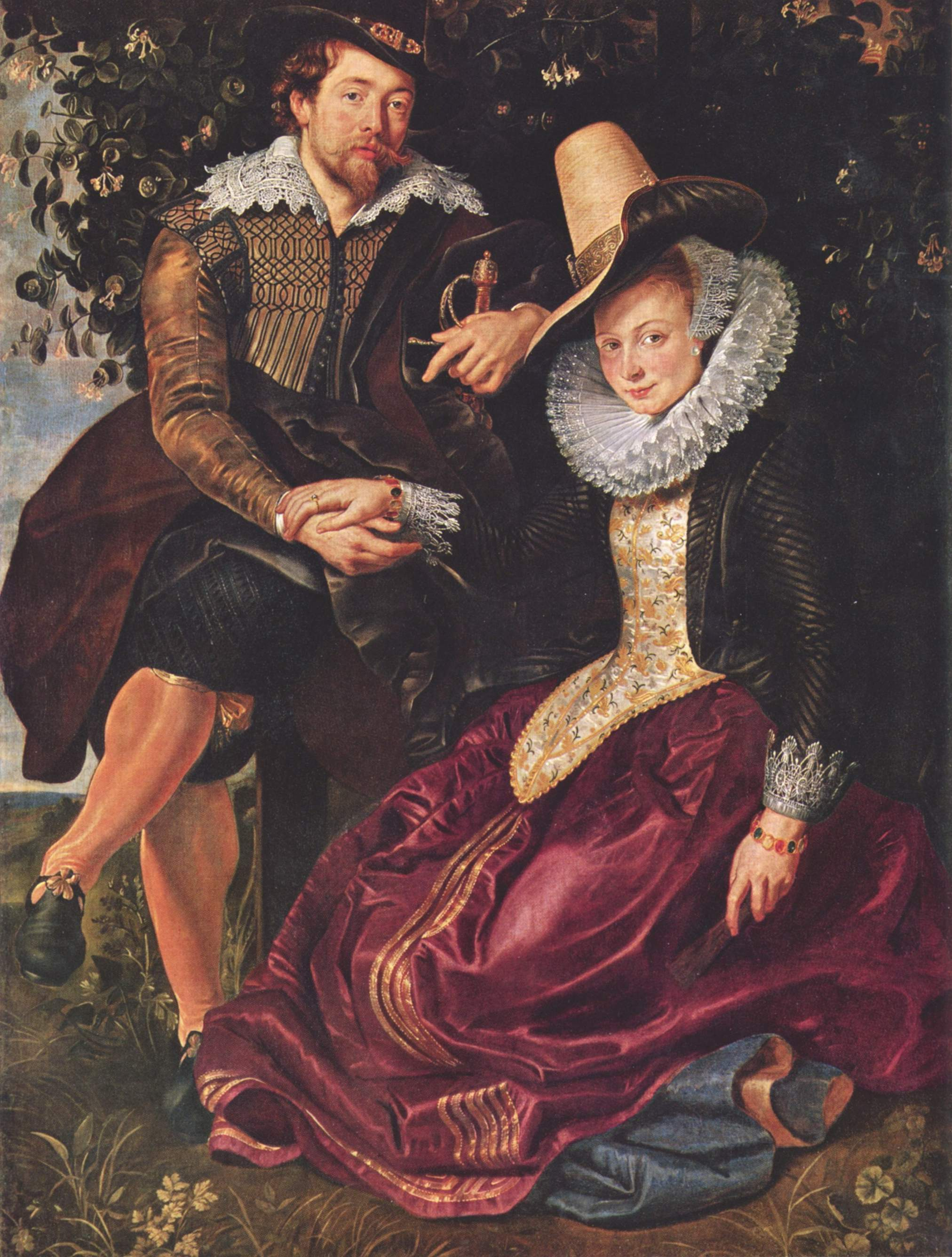
『ルーベンスとイザベラ・ブラント』（1609年、ピーテル・パウル・ルーベンス）
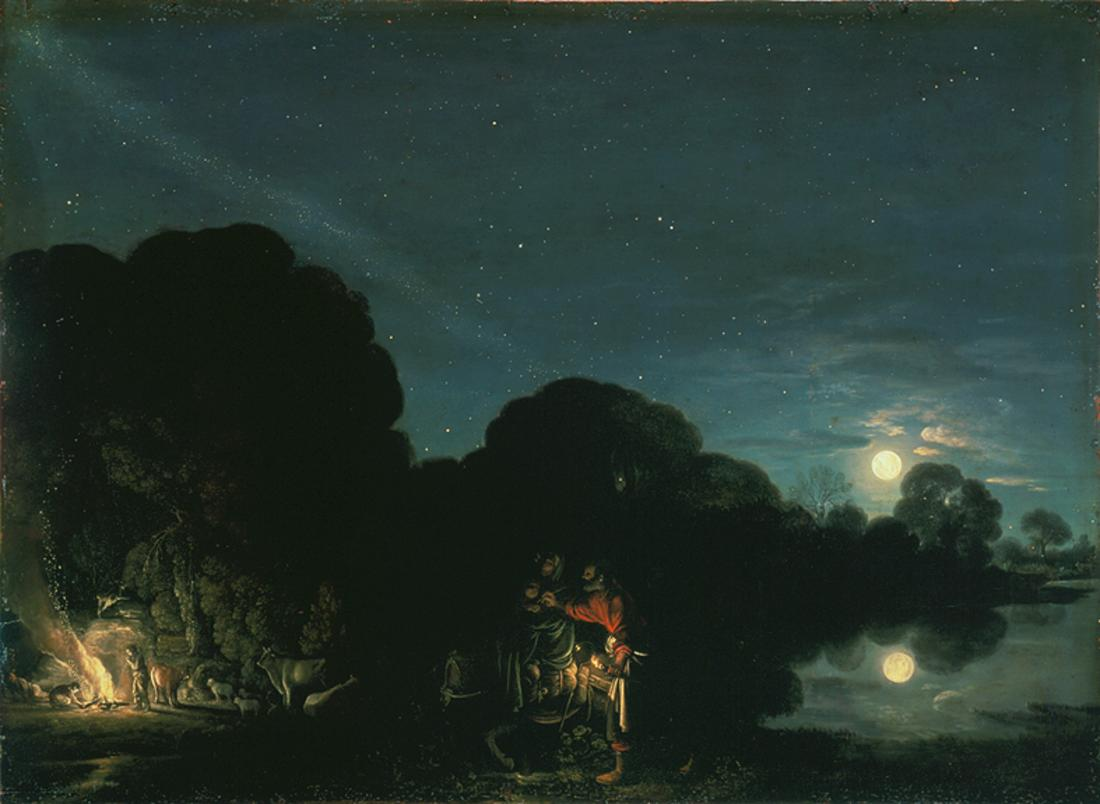
『エジプトへの逃避』（1609年 、アダム・エルスハイマー）
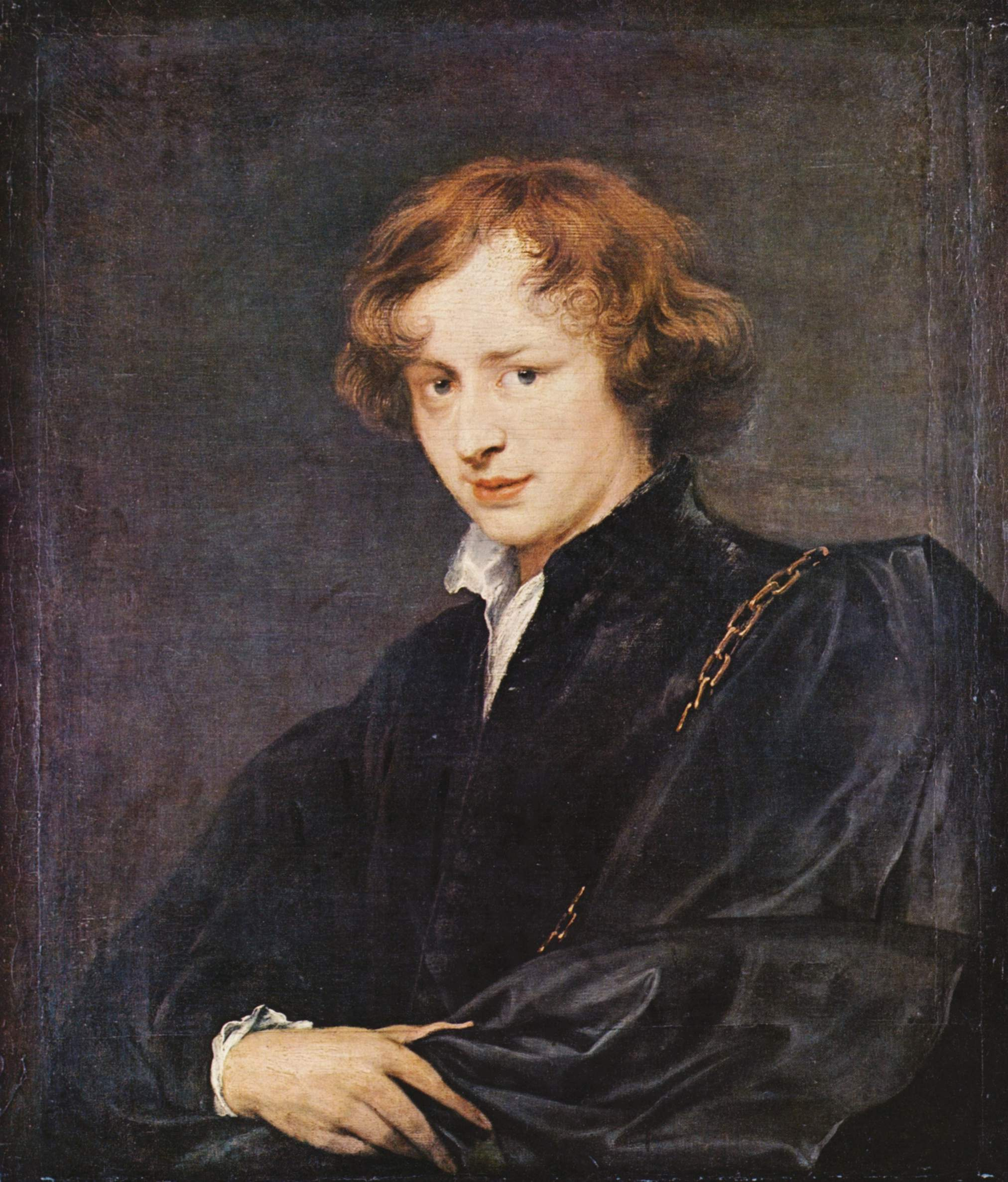
『自画像』（1621年、アンソニー・ヴァン・ダイク）
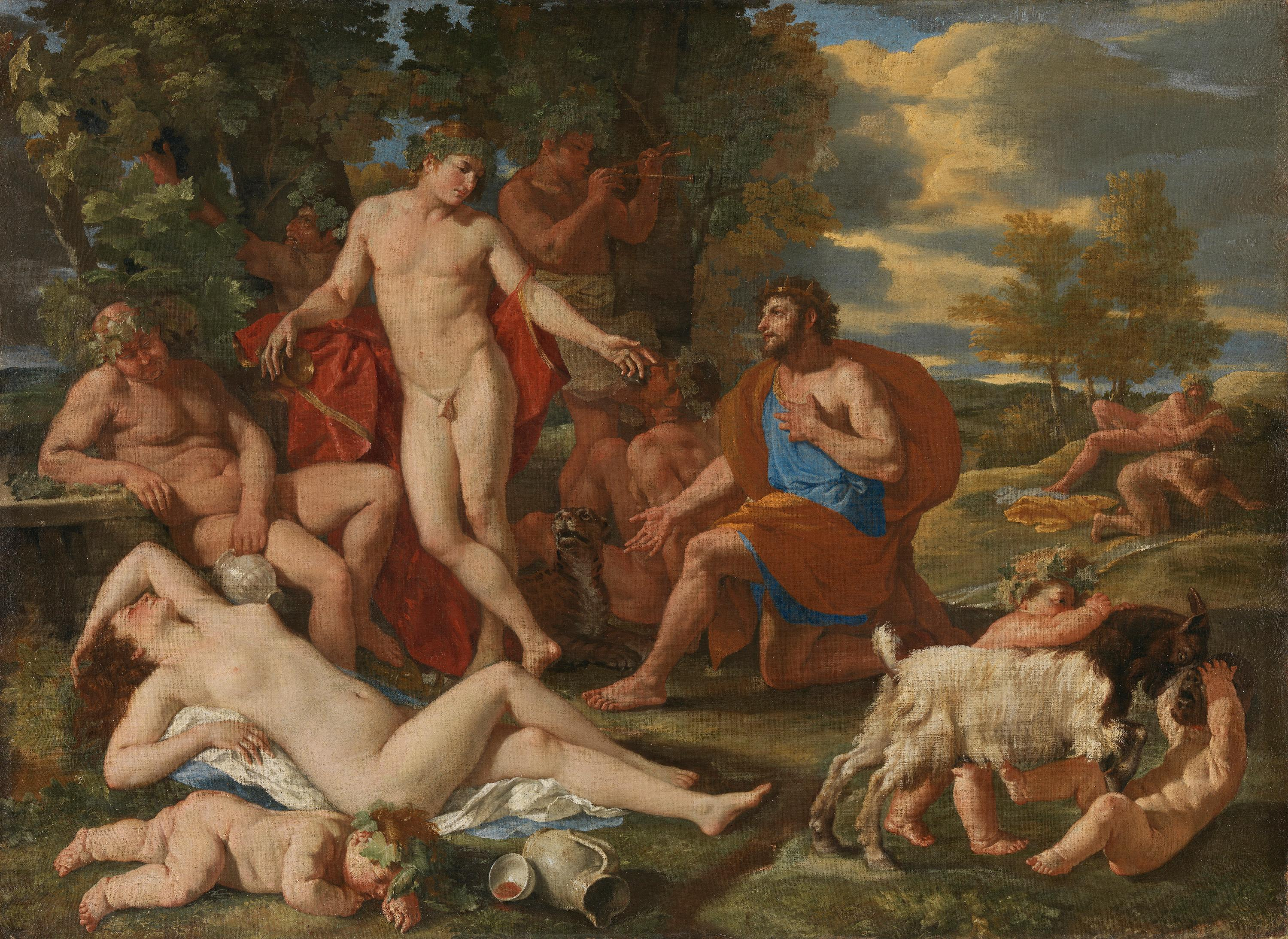
『ミダース王とバッカス』（1624年頃、ニコラ・プッサン）
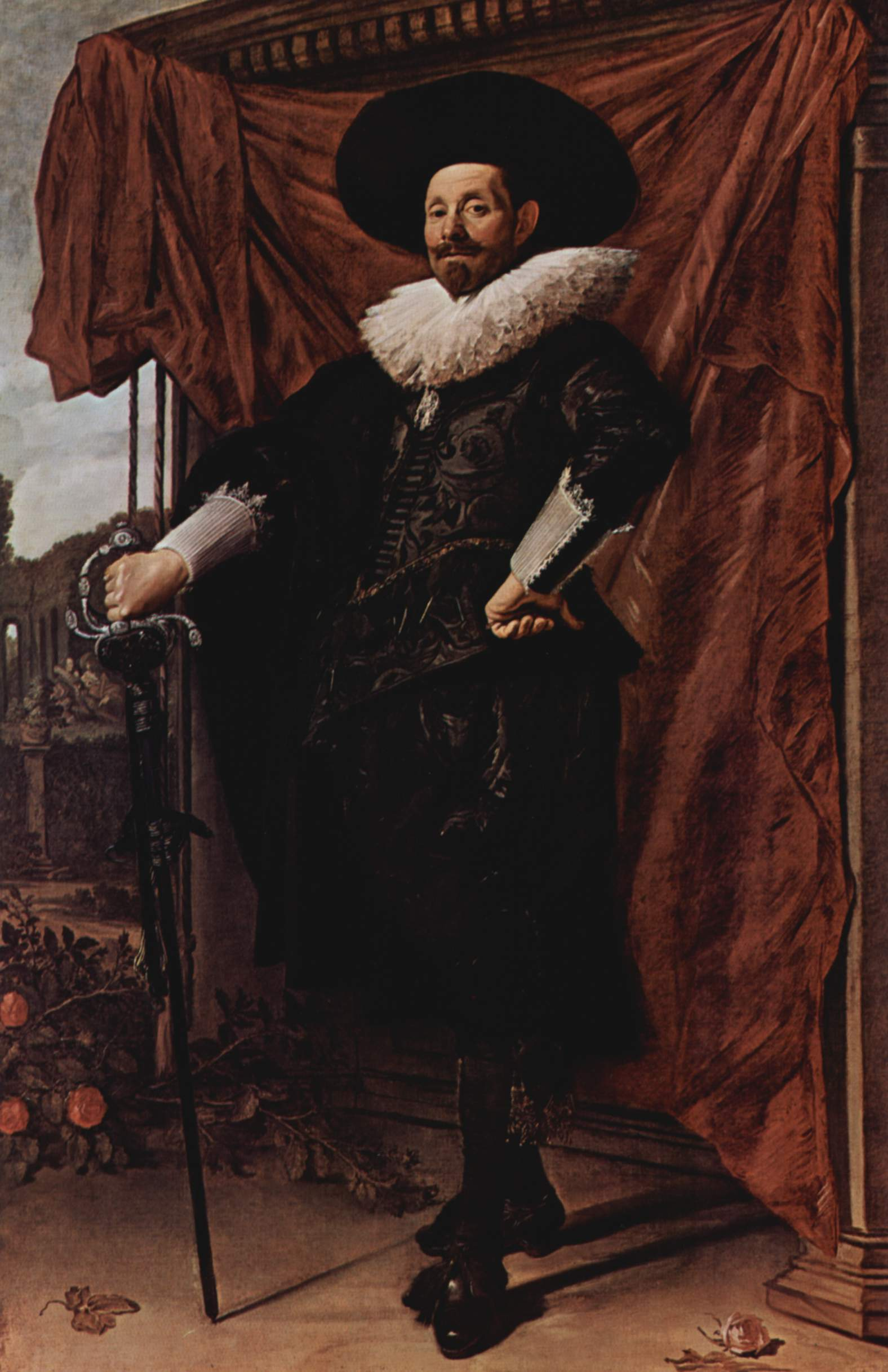
『剣を持ってポーズをとるウィレム・ファン・ヘイトゥイセン』（1625-1630年、フランス・ハルス）
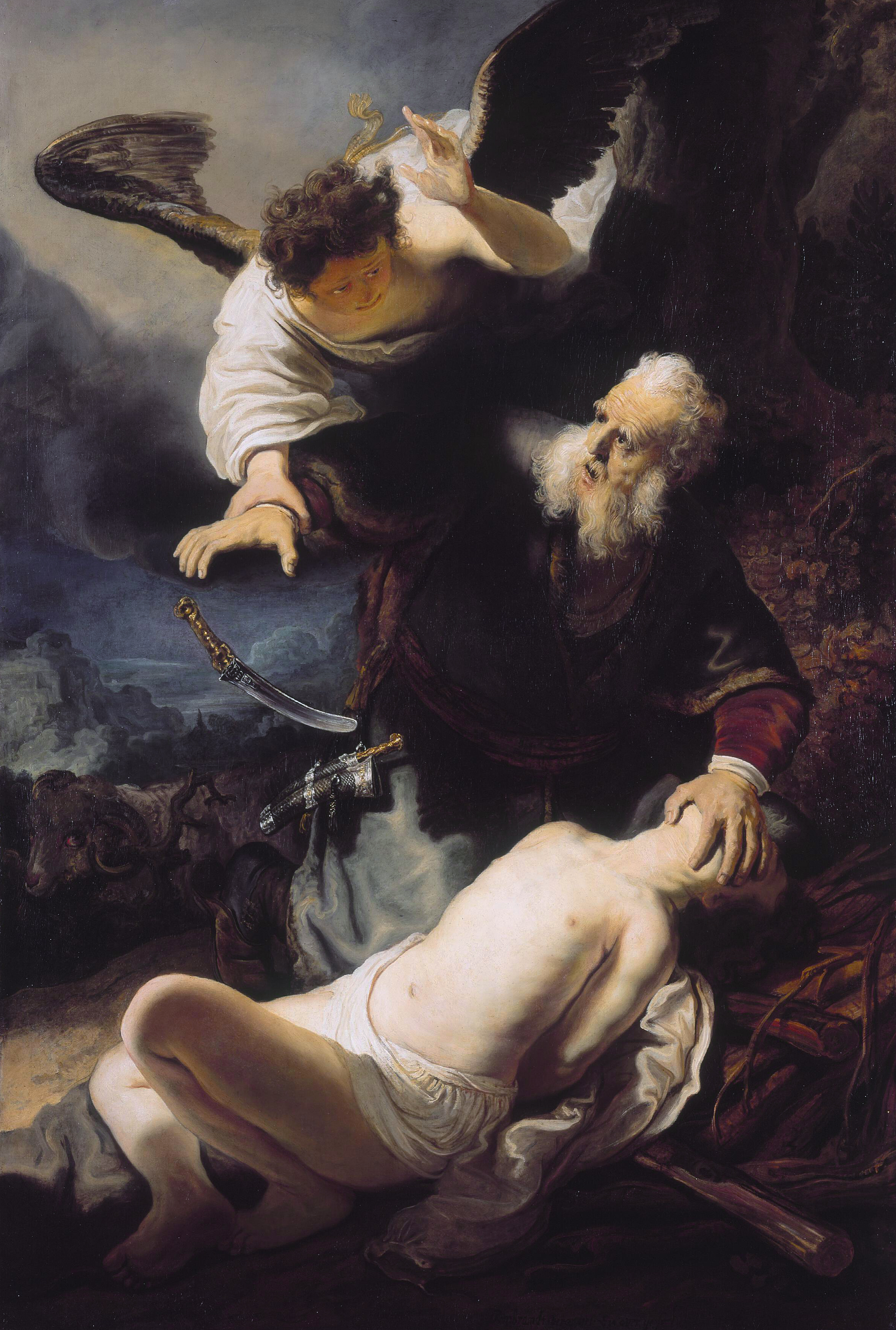
『イサクの犠牲』（1636年、レンブラント・ファン・レイン）
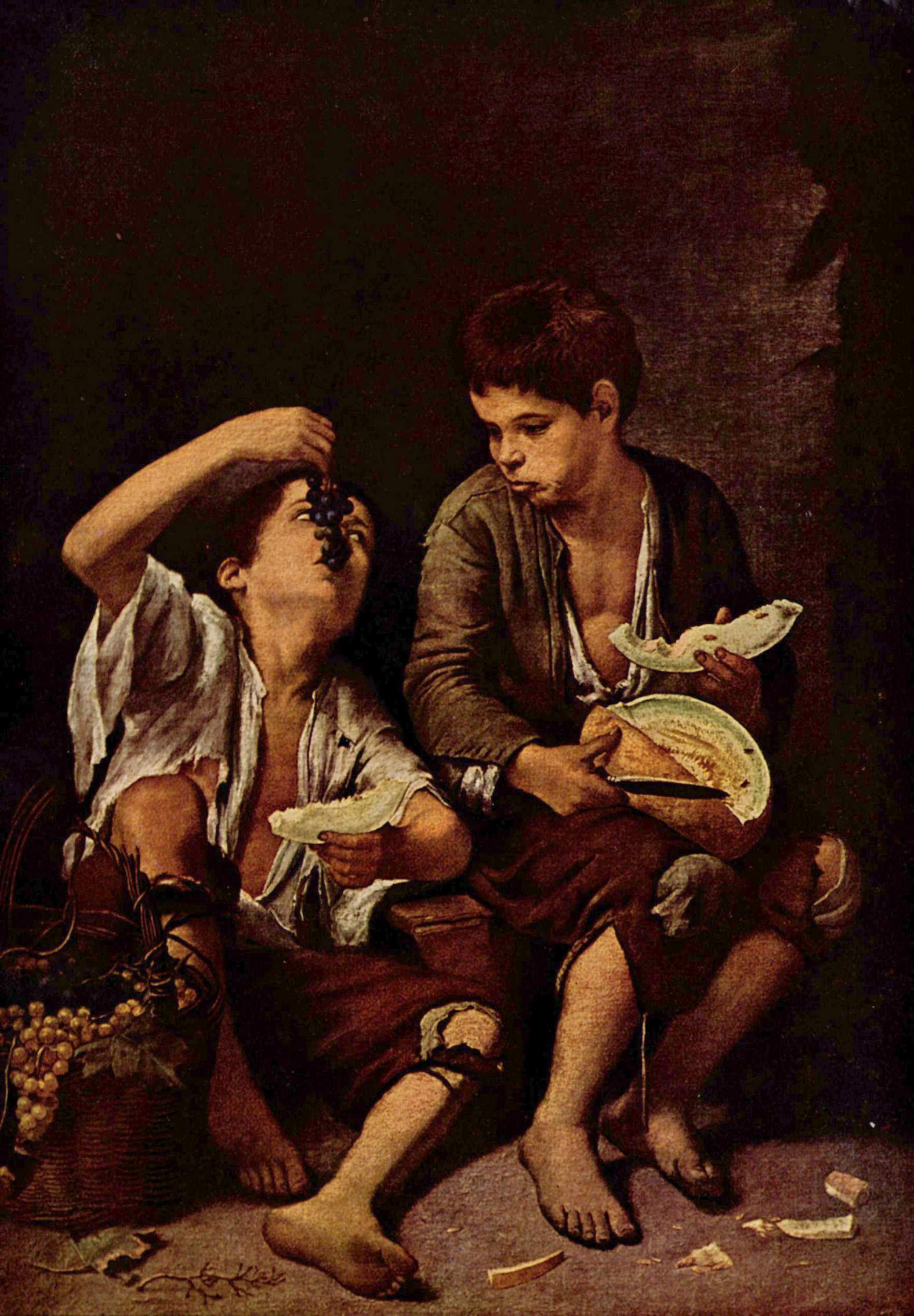
『ブドウとメロンを食べる子供たち』（1645-1650年、バルトロメ・エステバン・ムリーリョ）
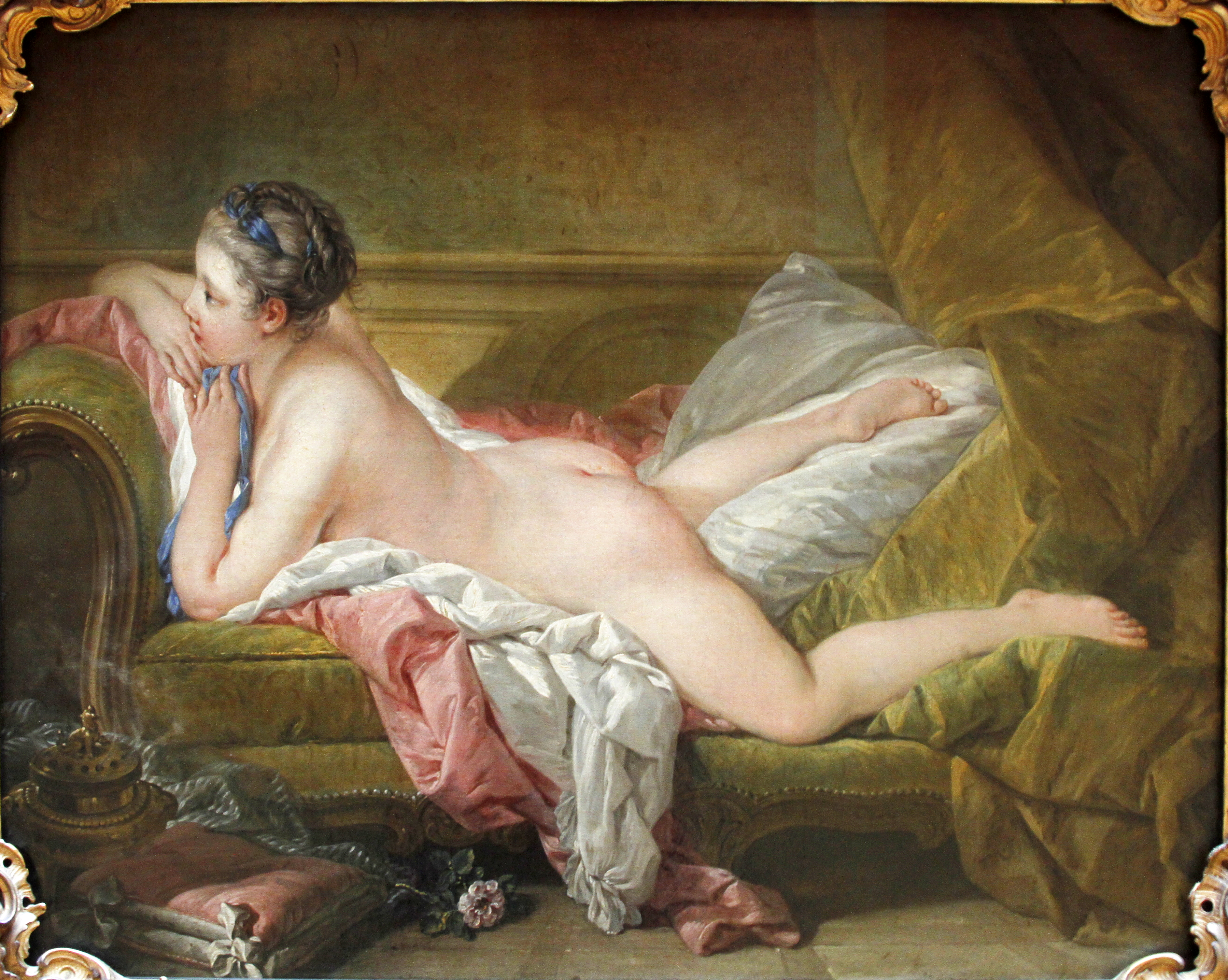
『横たわる少女（マリー＝ルイーズ・オミュルフィ）』（フランソワ・ブーシェ）
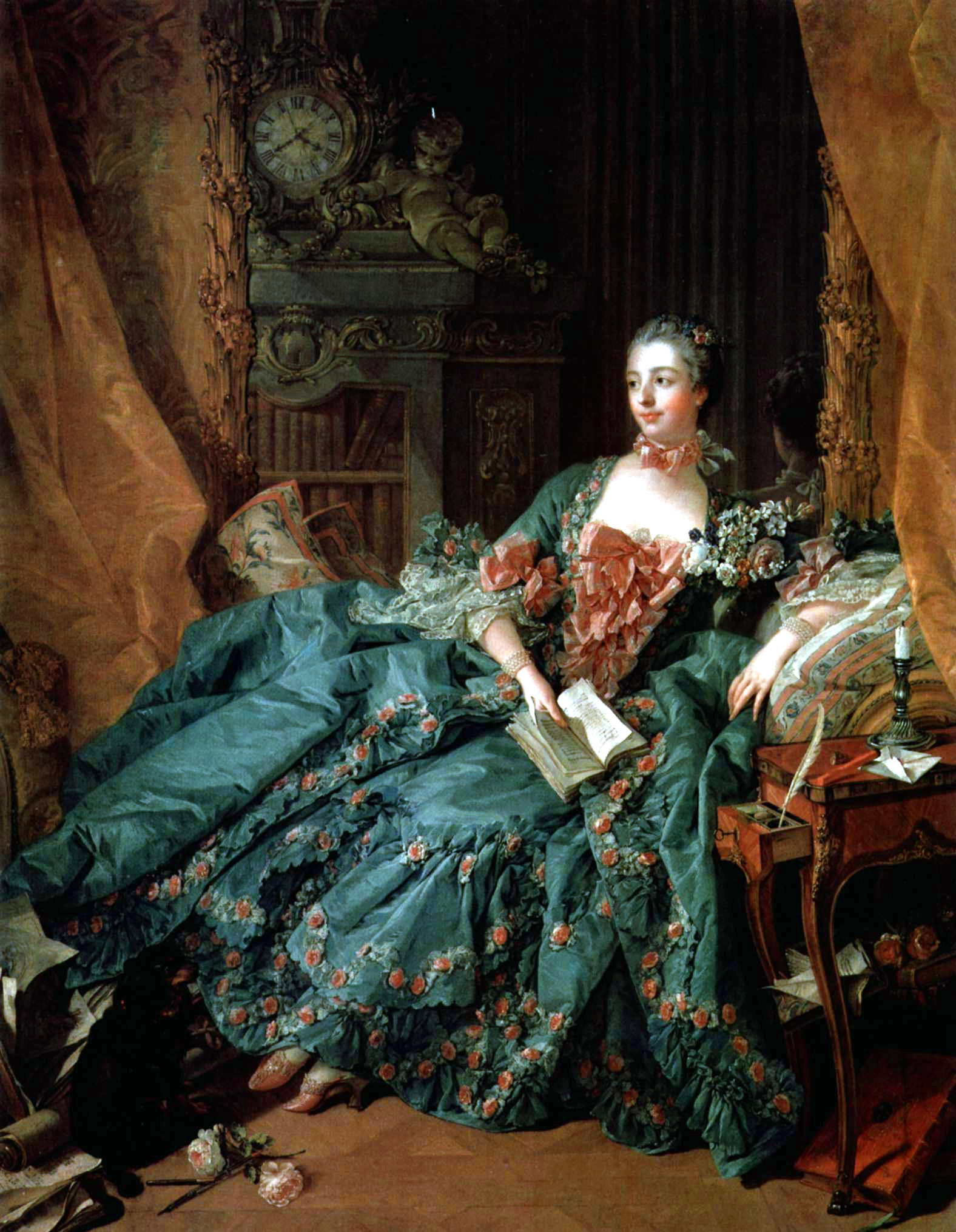
『ポンパドゥール夫人の肖像画』（1758年、フランソワ・ブーシェ）
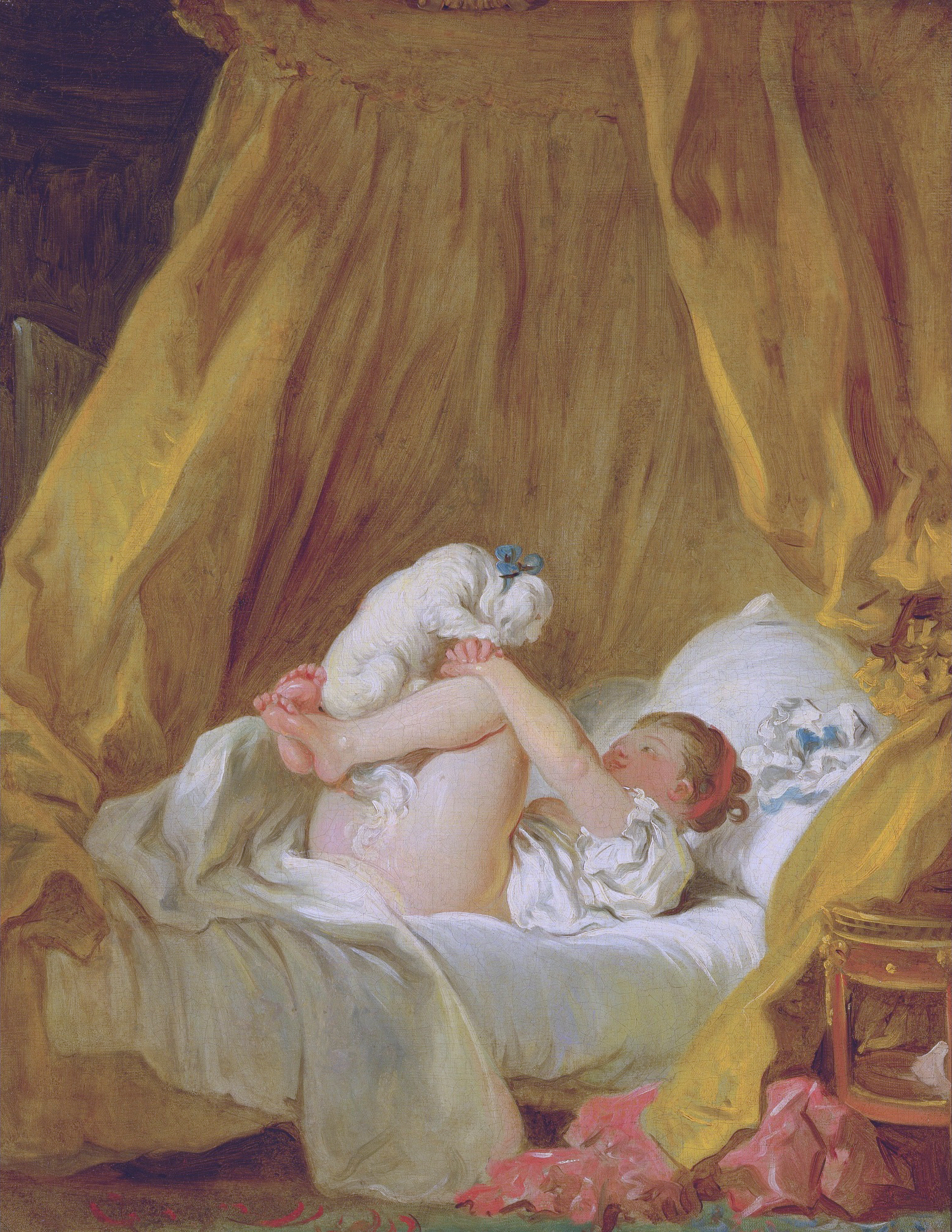
『少女と犬』（1770-1775年、ジャン・オノレ・フラゴナール）